# Турріако
Турріако (італ. Turriaco) — муніципалітет в Італії, у регіоні Фріулі-Венеція-Джулія,  провінція Гориція.
Турріако розташоване на відстані близько 450 км на північ від Рима, 34 км на північний захід від Трієста, 19 км на південний захід від Гориції.
Населення — 2861 особа (2014).
Щорічний фестиваль відбувається 16 серпня. Покровитель — святий Рох.

## Демографія
Населення за роками:

Станом на 1 січня 2023 року в муніципалітеті офіційно проживало 188 іноземців з 31 країни, серед них 48 громадян країн Євросоюзу та 3 громадяни України.

## Сусідні муніципалітети
- Фьюмічелло
- Руда
- Сан-Канціан-д'Ізонцо
- Сан-П'єр-д'Ізонцо